# Crossandra nilotica
Crossandra nilotica es una especie de planta herbácea perteneciente a la familia de las acantáceas. Se encuentra en el sur de África.

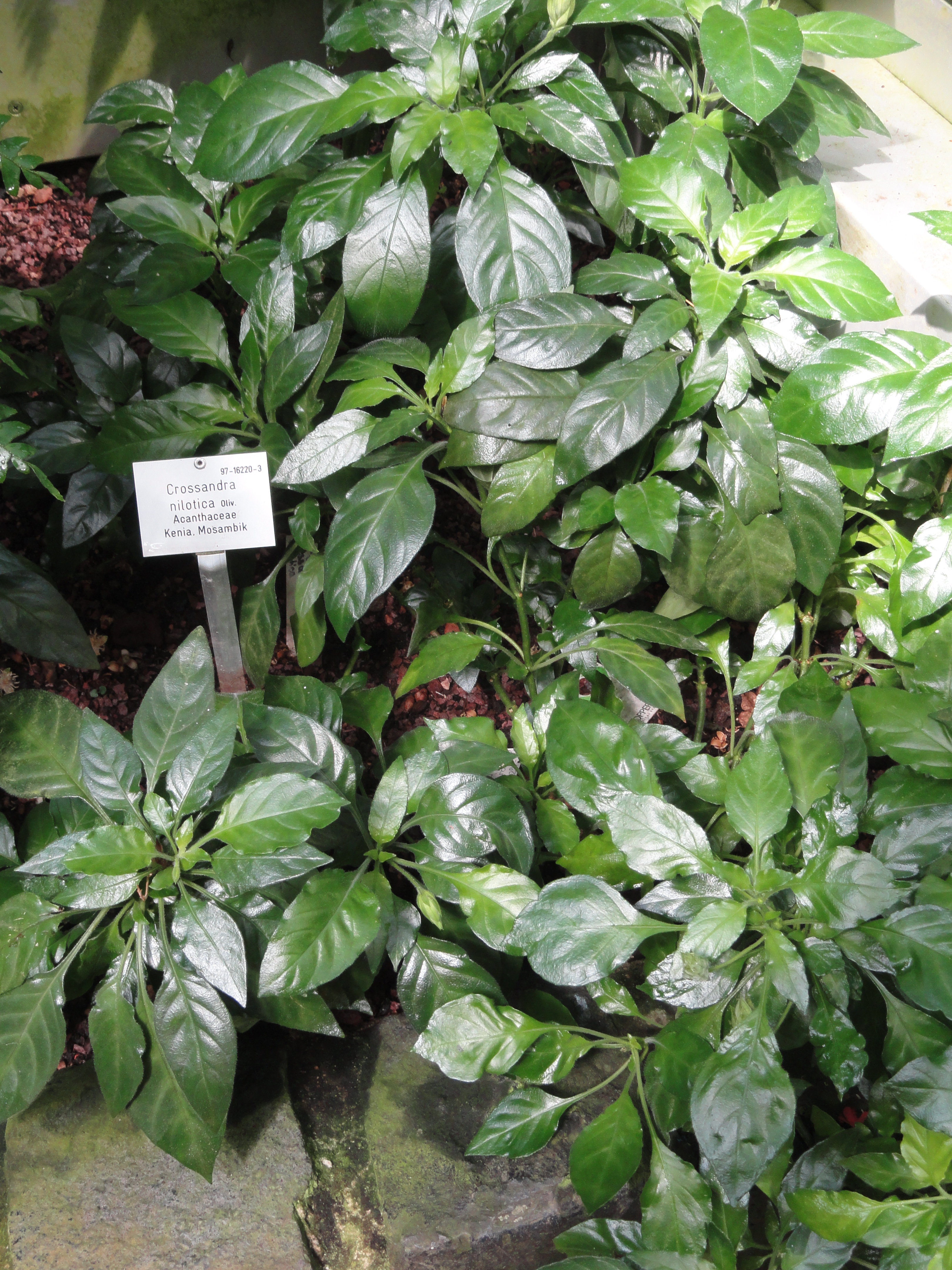
Vista de la planta

## Descripción
Es una planta casi glabra, excepto la inflorescencia, las ramas de 30 cm de largo; la inflorescencia es terminal. El fruto en forma de cápsula ovoide, comprimida.

## Distribución
Se encuentra en la región del Kalahari, en Transvaal, entre matorrales en una colina en Avoca, cerca de Barberton

## Taxonomía
Crossandra nilotica fue descrita por el botánico y pteridólogo británico: Daniel Oliver y publicado en Transactions of the Linnean Society of London 29: 128, en el año 1875.
Etimología
Crossandra: nombre genérico que deriva de las  palabras griegas krossoi = "flecos" y andros = "hombres" y se refiere a la bolsa de semillas con flecos.
nilotica: epíteto geográfico que alude a su localización en el río Nilo.
Sinonimia
- Barleria rhynchocarpa Klotzsch
- Crossandra nilotica var. acuminata Lindau ex C.B.Clarke
- Crossandra rhynchocarpa (Klotzsch) Cufod.
- Crossandra smithii S.Moore[3]